# Her Friend the Bandit
Prietenul ei, banditul (din engleză Her Friend the Bandit) este un film american de comedie din 1914 produs de Mack Sennett și regizat de Charlie Chaplin și Mabel Normand. În alte roluri interpretează Normand și Charles Murray. Her Friend the Bandit și A Woman of the Sea (1926) sunt cele două filme considerate în prezent pierdute ale lui Charlie Chapli.

## Distribuție

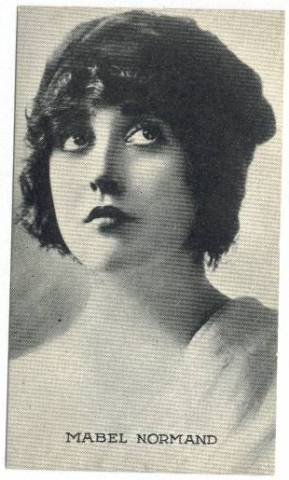
Mabel Normand

- Charlie Chapli - Bandit
- Mabel Normand - Mabel
- Charles Murray - Count de Beans